# Scissors
Scissors è un census-designated place degli Stati Uniti d'America situato nella contea di Hidalgo dello Stato del Texas.
La popolazione era di 3.186 persone al censimento del 2010. Fa parte dell'area metropolitana di McAllen–Edinburg–Mission.

## Geografia fisica
Scissors è situata a 26°08′13″N 98°02′43″W (26.136871, -98.045308).
Secondo lo United States Census Bureau, ha un'area totale di 1,7 miglia quadrate (4,4 km²).

## Società

### Evoluzione demografica
Secondo il censimento del 2000, c'erano 2.805 persone, 604 nuclei familiari e 561 famiglie residenti nella città. La densità di popolazione era di 1.642,9 persone per miglio quadrato (633,3/km²). C'erano 673 unità abitative a una densità media di 394,2 per miglio quadrato (152,0/km²). La composizione etnica della città era formata dal 77,68% % di caucasici, lo 0,04% di afroamericani, lo 0,21% di nativi americani, il 20,96% di altre razze, e l'1,11% di due o più etnie. Ispanici o latinos di qualunque razza erano il 99,22% della popolazione.
C'erano 604 nuclei familiari di cui il 65,6% aveva figli di età inferiore ai 18 anni, il 72,8% aveva coppie sposate conviventi, il 15,7% aveva un capofamiglia femmina senza marito, e il 7,1% erano non-famiglie. Il 6,1% di tutti i nuclei familiari erano individuali e l'1,8% aveva componenti con un'età di 65 anni o più che vivevano da soli. Il numero di componenti medio di un nucleo familiare era di 4,64 e quello di una famiglia era di 4,83.
La popolazione era composta dal 43,1% di persone sotto i 18 anni, l'11,7% di persone dai 18 ai 24 anni, il 27,2% di persone dai 25 ai 44 anni, il 13,1% di persone dai 45 ai 64 anni, e il 5,0% di persone di 65 anni o più. L'età media era di 22 anni. Per ogni 100 femmine c'erano 92,9 maschi. Per ogni 100 femmine dai 18 anni in giù, c'erano 90,6 maschi.
Il reddito medio di un nucleo familiare era di 18.963 dollari e quello di una famiglia era di 19.229 dollari. I maschi avevano un reddito medio di 15.172 dollari contro i 14.438 dollari delle femmine. Il reddito pro capite era di 4.914 dollari. Circa il 47,0% delle famiglie e il 51,6% della popolazione erano sotto la soglia di povertà, incluso il 59,6% di persone sotto i 18 anni e il 52,3% di persone di 65 anni o più.